# Allen G. Thurman
Allen G. Thurman (Lynchburg, 1813. november 13. – Columbus, 1895. december 12.) az Amerikai Egyesült Államok szenátora (Ohio, 1869–1881).